# George (Washington)
George es una ciudad ubicada en el condado de Grant en el estado estadounidense de Washington. En el año 2000 tenía una población de 528 habitantes y una densidad poblacional de 339,5 personas por km².

## Geografía
George se encuentra ubicada en las coordenadas 47°4′42″N 119°51′26″O / 47.07833, -119.85722.

## Demografía
Según la Oficina del Censo en 2000 los ingresos medios por hogar en la localidad eran de $21.181, y los ingresos medios por familia eran $23.571. Los hombres tenían unos ingresos medios de $21.667 frente a los $13.875 para las mujeres. La renta per cápita para la localidad era de $7.779. Alrededor del 36,2% de la población estaban por debajo del umbral de pobreza.
De acuerdo al censo de 2000, había 528 personas, 141 casas, y 106 familias que residían en la ciudad. La densidad de población es 879,2 personas por kilómetro cuadrada (339.8/km ²).